# Усадьба Шатиловых (Мухалатка)
Усадьба Шатиловых в Мухалатке — утраченное имение первой — второй половины XIX века на Южном берегу Крыма. Находилось в Мухалатке, в начале XX века на его месте был построен Дворец Кокоревых.
Время приобретения генерал-майором Николаем Васильевичем Шатиловым участка земли в Мухалатке пока не установлено. По межеванию 1837 года, он, наряду с соседями вдовой князя В. П. Кочубея Марией Васильевной, таврическим губернатором А. И. Казначеевым, отставным лейб-гвардии ротмистром В. Н. Олив, инженер-полковником К. И. Бюрно значился среди мухалатских землевладельцев. В том же 1837 году семья Шатиловых выехала в Италию для лечения Николая Васильевича, откуда вернулась в 1839 году в Крым, где Шатилов-старший жил до смерти в 1841 году. После смерти отца совладельцем Мухалатки и других имений, совместно с дядей Иваном Васильевичем, стал Иосиф Николаевич — в роду не было принято дробить имения.

О каких либо строениях раннего этапа жизни имения ничего не известно, хотя они несомненно были. После смерти отца Иосиф Николаевич занялся обустройством поместья в Мухалатке. Был построен большой двухэтажный дом, разбит парк в английском стиле, выкопаны винные подвалы, посажено много виноградников и плодовый сад. Он также построил домовую церковь в честь своего небесного покровителя Святого Иосифа Псалмопевца. Во время Крымской войны 1853—1856 годов усадьбу трижды грабили французские войска. В конце концов усадьбу полностью разорили
Имение было разграблено и разорено, дом был сожжён, так что от него остались лишь одни стены, закопчённые пожаром. В огромных и прекрасных подвалах, в которых хранились большие запасы вина, союзниками были прострелены и пробиты донья у бочек, а вино выпущено на пол подвалов, которые потом нельзя было высушить в продолжение многих лет. Все, что союзники не могли унести, то было ими или испорчено, или совсем уничтожено

Мухалатку Шатиловы так и не восстановили: к разгрому французами добавилась крестьянская реформа, в результате которой упали доходы землевладельцев, в том числе и Шатиловых. А после смерти Ивана Васильевича Шатилова в 1864 году Иосиф Николаевич, став единственным владельцем семейных имений (в Тульской губернии и Крыму), перебрался в родовое имение Моховое, крымское имение оказалось заброшенным и в 1895 году Мухалатку продали купцам Кокоревым.